# 贾格纳寺 (德里)

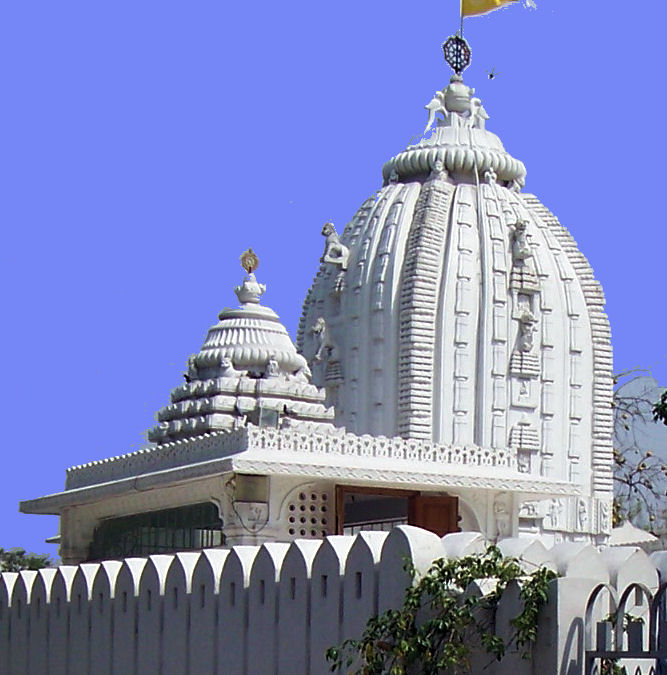
贾格纳寺

贾格纳寺（Jagannath Temple）是印度新德里的一座现代寺庙，由德里的奧迪亞人社区兴建，供奉印度教男神贾格纳。这座寺庙位于格林公园，以一年一度的乘車節而著称。
Template:德里地标